# Фролы (Пермский край)
Фролы — село в Пермском районе Пермского края. Административный центр Фроловского сельского поселения.

## История
Населённый пункт впервые упоминается в письменных источниках в 1669 году. Первоначально он известен как починок Суботин, затем — как деревня Фролова. В 1678 году здесь жил крестьянин Фролко Ларионов сын Суботин (его потомки носили неофициальную фамилию Фролов). Селом Фролы стали в 1904 году, когда здесь была построена деревянная Спасо-Преображенская церковь. До 1916 года в селе существовала канатная фабрика, владельцем которой являлся известный общественный деятель Н. Н. Новокрещенных (до 1902 года), а затем — его вдова Мария Афанасьевна. В 1920-х годах в летнее время здесь жил художник-авангардист Николай Михайлович Гущин (1888—1965 гг.). К нему в гости приезжали поэты В. В. Каменский и В. В. Маяковский.
В 1929 году был образован колхоз «Красный маяк», который 18 августа 1951 года был укрупнён и получил название «Путь Ленина». Данный колхоз существовал до января 1960 года, когда вошёл в состав учхоза «Липовая гора» на правах отделения. Позднее в село Фролы была переведена центральная усадьба учебно-опытного хозяйства «Липовая гора» Пермского сельскохозяйственного института.
Фролы являлись центром Фроловского сельсовета с 15 июня 1924 до января 2006 года (с перерывом).

## Географическое положение
Село расположено примерно в 12 км от центра Перми и всего в 3 км к югу от границы Свердловского района города. Через Фролы проходит автомобильная дорога Пермь-Кунгур-Екатеринбург (бывший Сибирский тракт). Имеется железнодорожное сообщение с городом Пермь (станция Няшино). Рельеф села — преимущественно равнинный. По территории Фролов протекает река Мулянка (приток Камы).
В селе расположено производство велосипедов «Форвард».
Недалеко (около 1 км) находится аэродром спортивной и малой авиации Фролы.

## Население
| 2010 | 2021  |
| ---- | ----- |
| 1973 | ↗6253 |

## Улицы и переулки
- 5-я Ферма ул.
- Береговая ул.
- Весенняя ул.
- Берёзовая роща ул.
- Клубная ул.
- Луговая ул.
- Набережная ул.
- Новая ул.
- Полевая ул.
- Речной пер.
- Садовая ул.
- Сибирская ул.
- Строителей ул.
- Центральная ул.
- Школьная ул.
- Юбилейная ул.